# بخش گاگنف
بخش گاگنف (به سوئدی: Gagnefs kommun) یک ناحیه شهری در سوئد است که در شهرستان دالارنا واقع شده‌است.